# Sakari Paasonen
Sakari Johannes Paasonen (* 12. Oktober 1935 in Mäntyharju; † 7. November 2020 in Hollola) war ein finnischer Sportschütze. 
Paasonen wurde mehrmals Finnischer Meister und nahm an den Olympischen Sommerspielen 1988 und 1992 teil. Sein bestes Resultat war ein fünfter Platz im Wettkampf über 10 Meter mit der Luftpistole 1992.